# Pfarrkirche Hof bei Salzburg

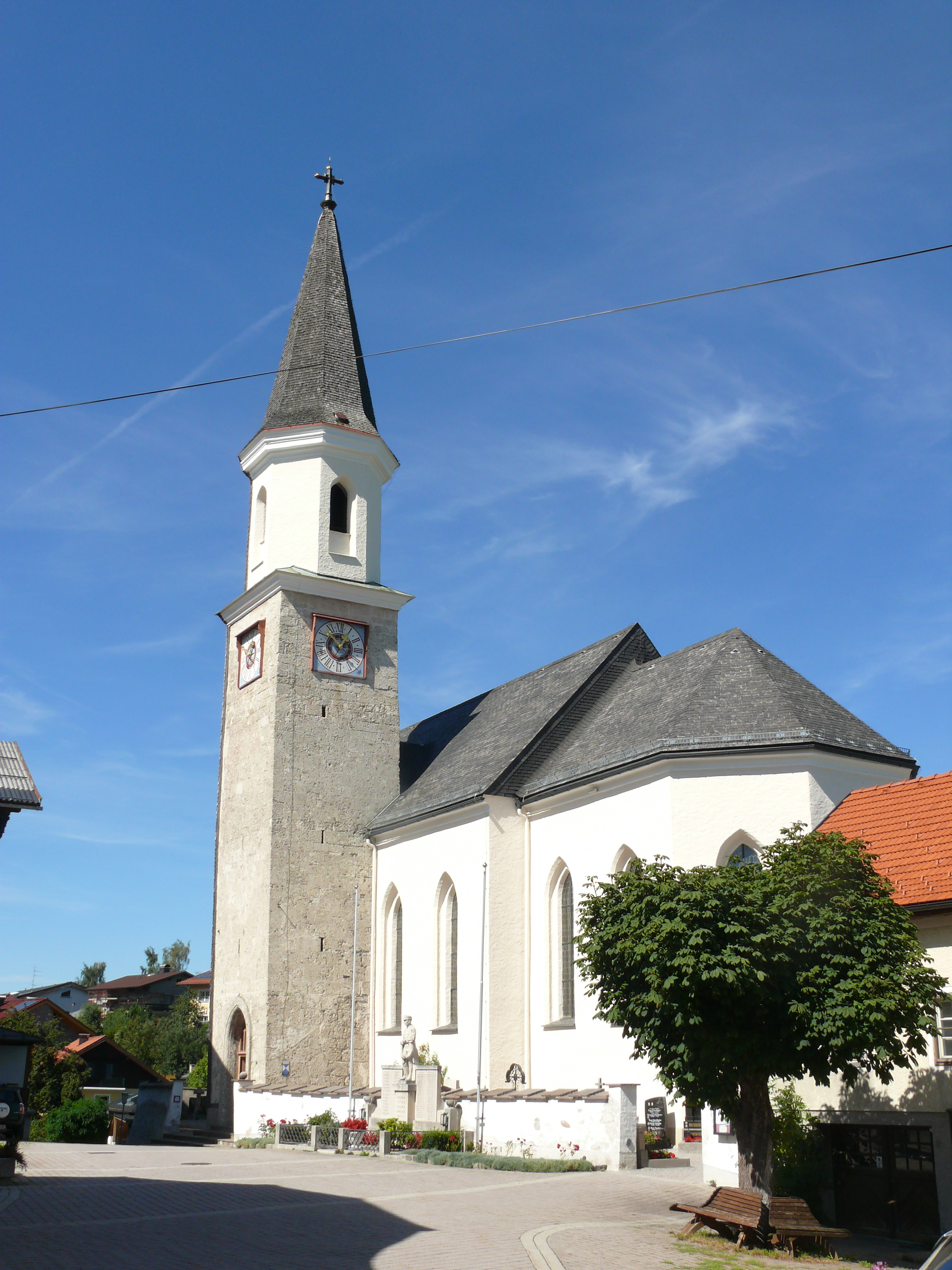
Kirche mit gotischem Turm

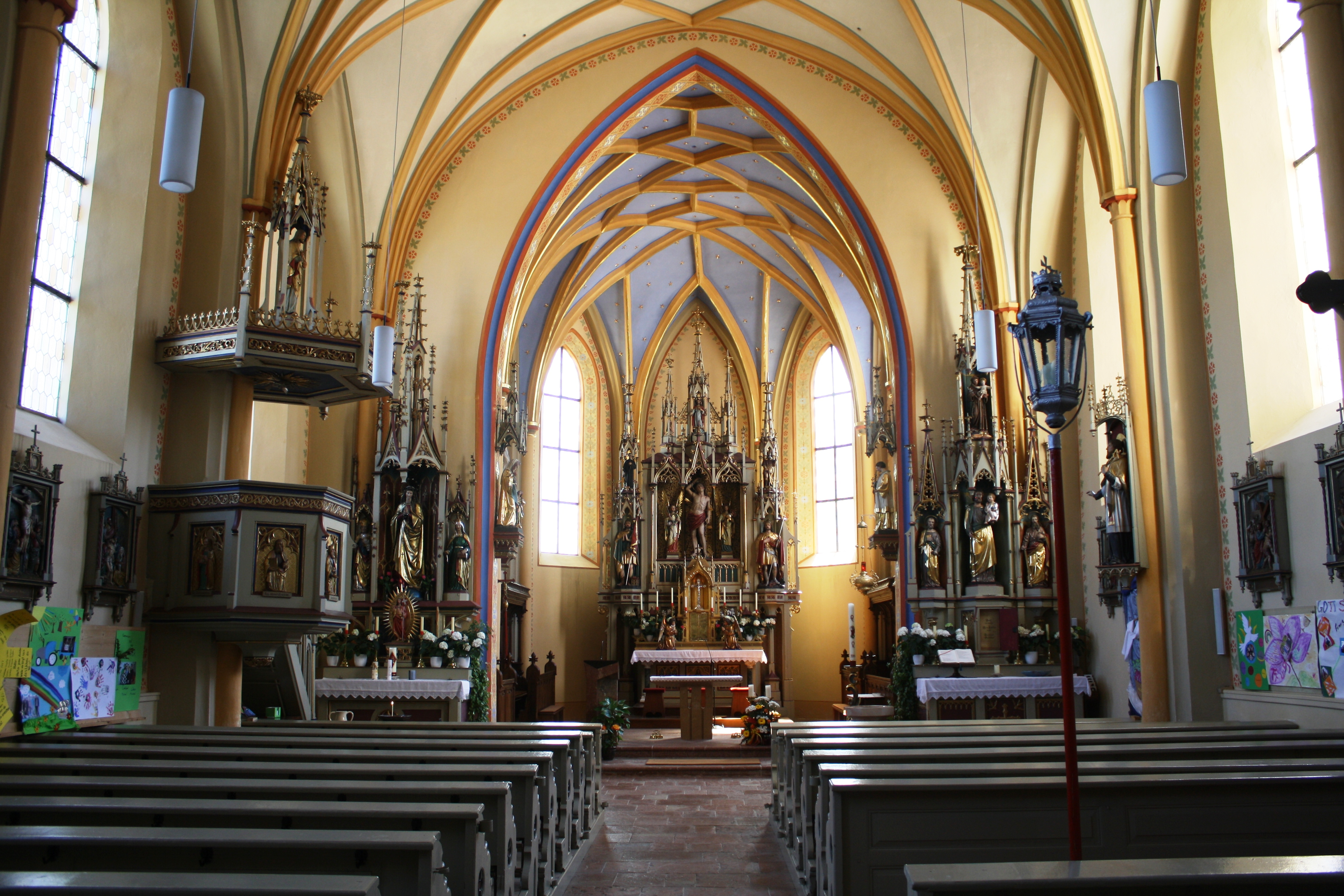
Neugotisches Langhaus

Die Pfarrkirche Hof ist seit 1858 die römisch-katholische Pfarrkirche der Gemeinde Hof im Land Salzburg. Die Kirche gehört zum Dekanat Thalgau. Sie ist dem hl. Sebastian geweiht, das Patrozinium wird am 20. Jänner gefeiert.

## Geschichte
Zum ersten Mal wird eine Kirche als Filialkirche von Thalgau 1502 erwähnt, das Gotteshaus selber wurde von Bürgern der Stadt Salzburg im Jahre 1515 im gotischen Stil errichtet. 1785 erhob man die Seelsorgestelle zum Vikariat Hof. 
Am 4. August 1859 brannte die Kirche infolge eines Blitzschlages ab, sie wurde nach 1862 wieder aufgebaut und am 12. Oktober 1878 konsekriert.

## Orgel

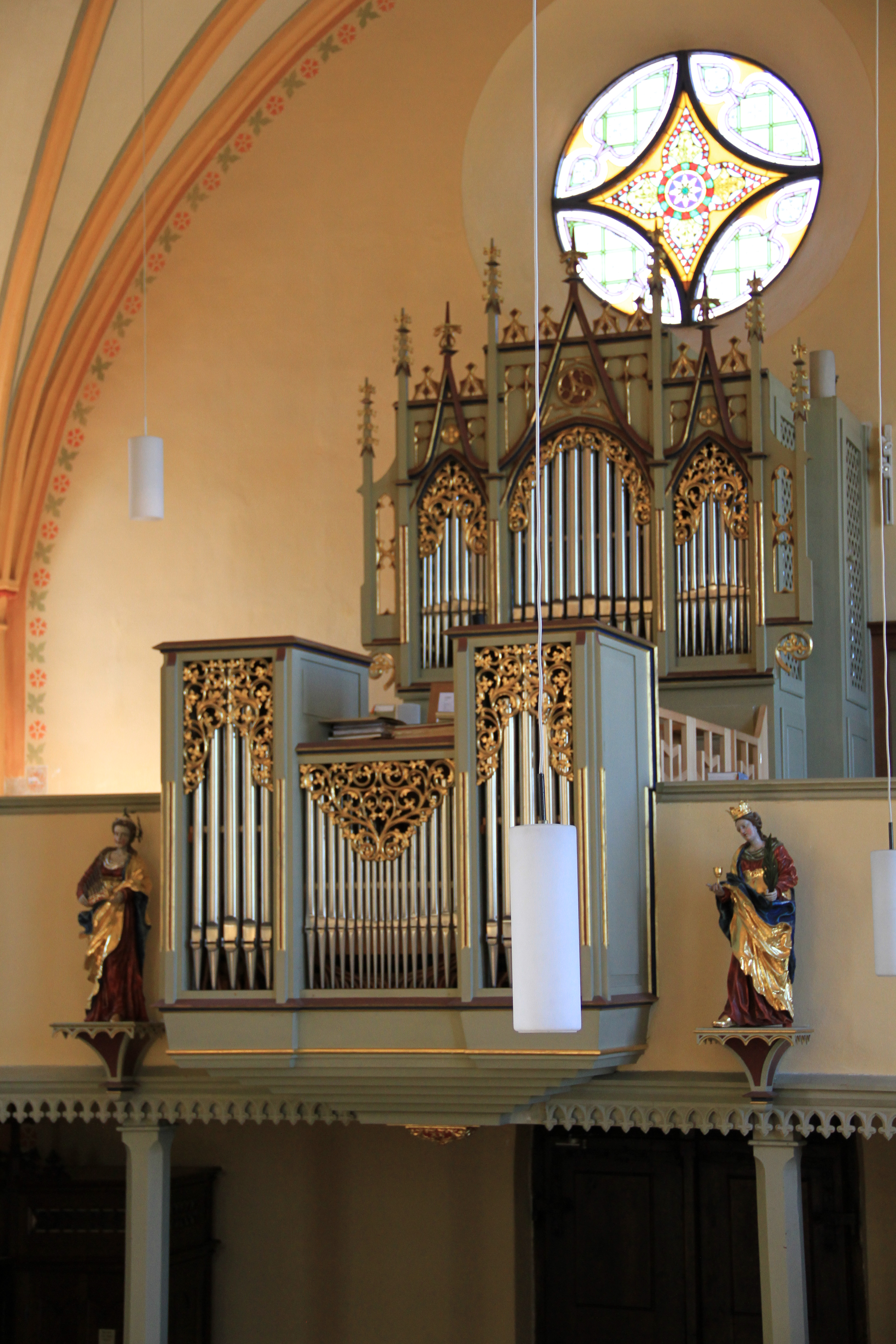
Reinisch-Orgel 1981

1581 erklang erstmals eine Orgel in der Kirche, die 1640 durch ein Regal ersetzt wurde. 1720 lieferte Johann Christoph Egedacher ein neues Instrument mit drei Registern. Nach dem Kirchenbrand stellte Matthäus Mauracher d. Ä. eine geschenkte Orgel auf, die von einem der Trompeterchöre des Salzburger Doms stammte. Diese wurde 1981 durch ein neues Instrument von Dreher & Reinisch ersetzt.

### Disposition (Dreher & Reinisch, 1981)
| I Manual C–g3 |       |
| Prinzipal     | 8′    |
| Weidenpfeife  | 8′    |
| Rohrflöte     | 8′    |
| Spitzflöte    | 4′    |
| Oktav         | 4′    |
| Sifflöte      | 2′    |
| Mixtur III    | 1 ⁄3′ |

| II Manual C–g3 |                |
| Gedackt        | 8′             |
| Prästant       | 4′             |
| Sesquialter    | 2 ⁄3′ + 1 3⁄5′ |
| Blockflöte     | 2′             |
| Cimbel III     | 1′             |

| Pedal C–f1 |     |
| Subbass    | 16′ |
| Oktavbass  | 8′  |
| Choralbass | 4′  |

- Koppeln: II/I, I/P, II/P

| Manual C–f3 |    |
| Prinzipal   | 8′ |
| Gedackt     | 8′ |
| Salicional  | 8′ |
| Oktav       | 4′ |
| Flöte       | 4′ |
| Mixtur      | 2′ |

| Pedal C–f0 |    |
| Oktavbaß   | 8′ |

- Dauerkoppel